# 社群媒體

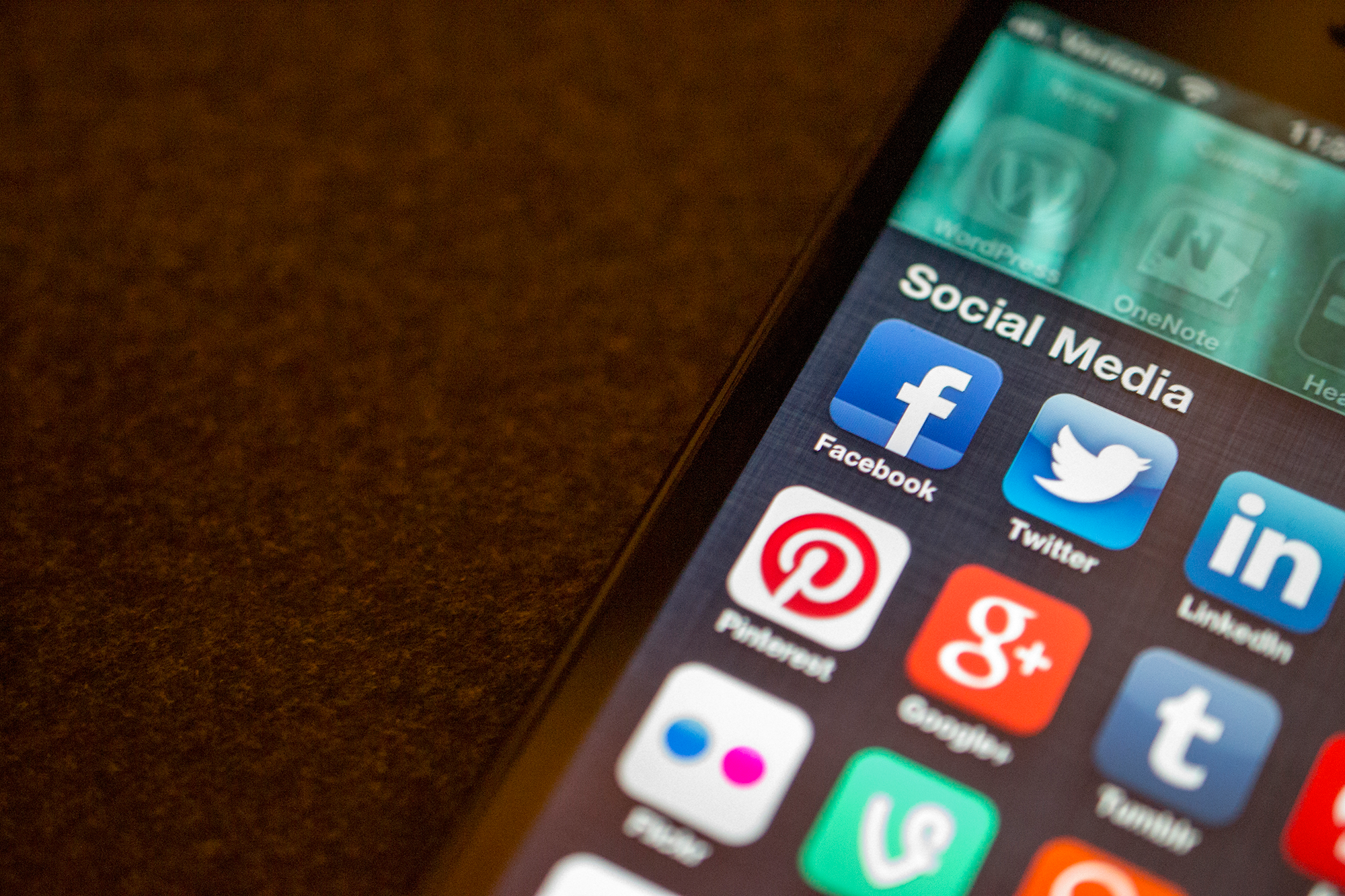
行動裝置上的社群應用程式。左起依序為Facebook、Twitter（現稱X）、LinkedIn等平台。

社交媒體（英語：Social media）是人們用來創作、分享、交流意見、觀點及經驗的虛擬社區和網路平台。和一般的社會大眾媒體最顯著的不同是，社交媒体的用戶享有更多的選擇權利和編輯能力，自行集結成某種閱聽社群。社交媒體有多種不同的形式，包括文本、圖片、音樂、影片。流行的社會媒體傳播媒介包括了播客、vlog、維基百科、Gab、MeWe、Facebook、Instagram、WeChat、噗浪、X、Telegram、Google+（消费者版本已停止服务）、網路論壇、Ebay、Snapchat、抖音、bilibili等，某些網站也加入類似功能，例如百度、奇摩知識+、eHow、Ezine Articles等。

## 定義
將社交媒體定義為「能夠聚集人們在一起的能力」被認為過於廣泛，因為這將意味著基本不同的技術，如電報和電話也屬於社交媒體。術語的使用也不明確，早期的研究者在 2000 年代中期將社交媒體稱為社交網路服務。一份於 2015 年發表的論文對該領域的重要文獻進行了回顧，並確定了當時的社交媒體服務的四個常見特點：
1. Web 2.0 互聯網應用：社交媒體是基於 Web 2.0 技術的應用，這種技術讓使用者可以主動參與和互動。
2. 使用者生成的內容：社交媒體的核心是由使用者建立和生成的內容，這些內容可以是文字、圖片、影片等形式。
3. 使用者創建的個人資料：社交媒體平台允許使用者建立和管理個人資料，這些可以包括個人基本資訊、興趣、關係等。
4. 社交網路形成：社交媒體通過用戶之間的連接和互動形成社交網路，用戶可以在這個網路中建立和維護社交關係。

## 社交媒体和传统媒体的差別
傳統社會大眾媒體，包含新聞報紙、廣播、電視、電影等，內容由業主全權編輯，追求大量生產、銷售。新興社交媒體，多出現在網路上，內容可由用戶選擇或編輯，生產分眾化或小眾化，重視同好朋友的集結，可自行形成某種社群，例如博客、vlog、播客、维基百科、Facebook、噗浪、Twitter（現稱X）、網路論壇等。社交媒體服務、功能更先進、多元，但費用相對便宜或免費，近用權相對普及、便利，廣受現代年輕人採用。社交媒體和傳統社會媒體的明顯差別如下：
1. 傳播結構：社交媒體和傳統大眾媒體，都可以向全球傳播。不過，傳統媒體多屬於中央集權的組織結構、生產、銷售。社交媒體通常扁平化、無階層、依照多元生產或使用的需求，而有不同的型態。但也衍生出相關買假粉絲[3]獲得更高可信度問題。
2. 近用能力：能近用傳統大眾媒體者絕大多數只有控制該媒體的政府或私人業主，例如某大報的頭條，由該報編輯室決定、某電影的集資拍攝，由政府和民間金主決定。社交媒體可讓社會大眾便宜或免費使用。例如網路部落格，人人可免費申請，申請人可任意編輯部落格的內容。研究發現不同社交媒體群體中的關鍵意見領袖存在差異，例如 Twitter 碳中和的主要意見領袖包括政治家、政府機構、記者、非政府組織和公司，而英語 Twitter 網路中的主要意見領袖包括公司、媒體和政治家。[4]
3. 專業要求：進入傳統媒體專業門檻較高，例如需設置全職的記者、攝影師、編輯、財務部門、法律部門等，除了一定資訊素養之外，還需要其他學科的專業素養，才能經得起消費市場的檢驗，尤其因為傳統大眾媒體市場競爭激烈、營利壓力，對專業能力的要求可能會更提高或更多元。社交媒體的專業門檻相對較低，通常只要中等的資訊素養即可，加上社交媒體為爭取更大注意力經濟，傾向於將社交媒體的使用介面設計的更方便更簡單。
4. 即時程度：一般而言，根據節目內容的規模，傳統媒體往往需要幾天、幾週、幾個月的內容產製時間，社交媒體因為偏好輕薄短小的圖文或短影音，所以製作時間減少至一天、幾小時、幾分鐘而已，近年隨著影音軟體的普及，因此有些傳統媒體正向社交媒體看齊，希望能達到新聞隨時發布。
5. 固定不變：傳統媒體內容一旦發布，幾乎很難修改，例如新聞報紙、廣播、電視、電影等，如需答覆、修正，往往要等到下一個版本，例如第2天報紙、下次廣播、下回電視、重新剪輯電影版本，牽涉人力、時間較多。社交媒體則常常隨時隨地更新變化。
6. 知識共享：社交媒體使人們能夠分享他們的觀點並改變他們的交流方式。它消除了時間和空間的限制，促進了知識的傳播和共享。先前的研究證實了使用 Twitter 等社交媒體分享專家知識和增加用戶對特定主題的興趣的潛力。[5]

## 参看
- Web 2.0
- 社交網路服務
- 分散式社交網路
- 六度分隔理论
- 微軟Flash全站的Wallop社交網路